# 布土村
布土村（ふっとむら）は、愛知県知多郡にかつてあった村。
現在の美浜町北東部（布土・時志・北方など）に該当する。

## 歴史
- 1878年（明治11年） - 布土村、時志村、北方村が合併し、富沢村となる。
- 1884年（明治17年） - 富沢村が布土村、時志村、北方村に分立する。
- 1889年（明治22年）10月1日 - 布土村、時志村、北方村が合併し、布土村が発足。
- 1906年（明治39年）7月1日 - 河和町、豊丘村の一部（古布・矢梨・切山）と合併し、河和町となる。同日布土村は廃止。